# フランシス・C・バーロー
フランシス・チャニング・バーロー（Francis Channing Barlow、1834年10月19日-1896年1月11日）は、アメリカ合衆国ニューヨーク州出身の弁護士、政治家であり、南北戦争の時は北軍の将軍だった。

## 初期の経歴
バーローはニューヨーク州ブルックリンで、ユニテリアン教会の牧師の息子として生まれたが、母の生まれ故郷であるマサチューセッツ州ブルックラインで育てられた。ハーバード大学で法律を学び、同級で1番の成績で卒業し、1861年に南北戦争が勃発したときはニューヨーク・トリビューン紙の職員として法律実務を行っていた。

## 南北戦争
1861年4月、バーローは第12ニューヨーク民兵隊に1兵卒として入隊したが、それは1日だけの新婚生活を過ごした後に新妻アラベラ・ウォートン・グリフィス・バーローを残してのことだった。入隊した最初の月に少尉に任官された。その所属する連隊は徴兵期間がわずか3ヶ月であり、それが切れた時に仲間と共に就役解除されたが、間もなく新しい連隊を見つけた。11月までに第61ニューヨーク連隊の中佐となり、1862年春の半島方面作戦の時までにその大佐となった。
バーローはセブンパインズの戦いが初陣となり、ポトマック軍第2軍団のオリバー・O・ハワード准将に指揮される旅団に属した。七日間の戦いにおけるグレンデイルの戦いでは、その連隊が旅団の残りと分離され、その独自判断によって戦いの音がする方向に部隊を進め、南軍の前線に遭遇して銃剣突撃を率いた。敵は逃亡し、バーローは落ちていた南軍旗を拾った。マルバーンヒルの戦いではバーローの部隊が繰り返される南軍の猛襲に対して前線をうまく守った。
アンティータムの戦いでは第2軍団第1師団の第1旅団を指揮し、悪名高い窪んだ道（ブラッディレーン）での戦闘の中心にあり、約300名の捕虜を捕まえた。バーローは砲弾で顔面を、ブドウ弾で鼠径部を負傷した。ジョン・C・コールドウェル准将がその公式報告書でバーローのことを次のように記した。
戦闘の2日後、バーローは志願兵の准将に昇進した。バーローは普通ではない将軍であり、ほっそりした体つきに穏やかで少年のような顔立ち、将軍に共通する髭のない青ざめた頬、および細い声をしていた。ボタンを留めていない制服の上着の下たには、しばしば「チェックのフラネル製木こりシャツ」を着る略装をしていた。ジョージ・ミード少将の参謀士官の一人は、バーローが「高度に勝気な馬に騎った新聞売り」に見えると記した。しかしバーローは強い自信を持った攻撃的戦士という評判があった。軍の発給する士官用剣を携行するよりも徴兵された騎兵の重いサーベルを佩び、落伍者の尻を強打するのに用いた（落伍者に向けた軽蔑は個人的強迫観念になった。バーローの行軍中の隊列は銃剣を付け散兵線を採らせた中隊が後を追って移動させた）。
バーローはアンティータムで負った傷のために何ヶ月も苦しみ、ひどく痩せてきて医者が「マラリアの影響」と呼ぶものを患った。完全には快復していなかったが1863年4月には軍隊に復帰し、チャンセラーズヴィルの戦いでは第11軍団第2師団の第2旅団を指揮した。そこでは所属する軍団が南軍ストーンウォール・ジャクソン中将の破壊的側面攻撃に曝され、壊走させられたが、バーローの旅団は第3軍団の支援に付けられており、屈辱を免れた。この戦闘の後で、ハワード将軍がバーローを負傷した第11軍団第1師団長に代わって昇格させ、敗北した旅団の戦闘性能を回復するよう命令を付けた。バーローは人気のあるレオポルド・フォン・ギルザ大佐を逮捕することで部隊を叱り、部隊兵はバーローのことを「小さな暴君」と見なした。
1863年7月、ゲティスバーグの戦いでバーローはその不幸な師団を指揮し、ブローチャーズノールで防御的陣地を布いた。そこは現在バーローズノールと呼ばれている。不幸なことにその少し盛り上がった地形は他の第11軍団の師団に比較してかなり前に出ており、バーローの陣地は多面から攻撃できる突出部になっていた。南軍ジュバル・アーリー中将の師団がバーロー師団を圧倒しかなりの損失を出させ、バーロー自身も負傷して死にいくままに戦場に残された。バーローは南軍のジョン・B・ゴードン少将に見つけられて世話され、野戦病院に送られた。1901年にゴードンが書いた証言に拠れば、ゴードンはバーローの妻に南軍キャンプに入って負傷した夫の世話をすることを許したということだが、この証言は作り話と考えられている。巷間に広まった話では、ゴードンはバーローが死んだものと思い、後年両者が出会ったときにお互いが生きていることを知って大変驚いたということである。バーローのその後の従軍記録を調べてもこの話もありそうにない。
南軍が7月4日にゲティスバーグから撤退した時、バーローはその後に残されて北軍によって回収された。バーローは長期間入院し、1864年4月まで復隊できなかったが、この時はユリシーズ・グラント中将のオーバーランド方面作戦に間に合った。バーローは荒野の戦いでウィンフィールド・スコット・ハンコック少将の第2軍団で第1師団を指揮した。スポットシルバニア・コートハウスの戦いでは、その師団がエモリー・アプトン大佐が編み出した衝撃的戦術に組み入れられ、「ミュールシュー」の南軍塹壕線を急襲して、援軍がつけこめる突破を果たした。白兵戦が21時間も続き、これは南北戦争でも最長の白兵戦となり、その後バーロー師団は遂に突破した。バーローは同じ部隊を指揮してコールドハーバーの戦いやピーターズバーグ包囲戦を戦った。ピーターズバーグでは7月に病気休暇を貰ったが、アポマトックス方面作戦では第2軍団第2師団長に復帰した。1865年5月25日には志願兵の少将に昇進した。

## 戦後の生活
妻のアナベラ・バーローは従軍看護婦として奉仕し、1864年夏にバーローがオーバーランド方面作戦に出ている間に、チフスで死んだ。戦後バーローはロバート・グールド・ショーの姉妹エレン・ショーと再婚した。
バーローは1865年11月に陸軍を離れ、連邦保安官、ニューヨーク州務長官およびニューヨーク州検察長官を務めてボス・トウィードを告発し、その後法律実務に戻った。アメリカ法廷弁護士協会の設立者になった。共和党で活動しヘイズ・ティルデン選挙不正を調査した。
バーローはブライト病のためにニューヨーク市で死に、マサチューセッツ州ブルックラインのウォルナットストリート墓地に埋葬されている。